# Südamerikanischer Buschmeister
Der Südamerikanische Buschmeister (Lachesis muta) – auch Shushupe oder Surucucu genannt – ist eine bodenbewohnende, nachtaktive Schlange und lebt in den Regenwäldern Südamerikas. 

## Merkmale
Das Schwanzende ist spitz und verhornt, davor befindet sich eine Anzahl dorniger Schuppenreihen. Ähnlich wie Klapperschlangen lässt der Buschmeister das Schwanzende bei Erregung vibrieren. Die Färbung der Oberseite ist rötlichgelb mit einer Längsreihe großer, schwarzbrauner Rauten, in denen sich zwei kleine, hellere Flecke befinden. Die Unterseite ist gelblichweiß; der Kopf ist unregelmäßig schwarzbraun gefleckt.

## Lebensweise
Er tötet kleinere Säugetiere mit einem giftigen Biss, nachdem er ihnen aufgelauert hat. Er wird etwa 2,5 m lang, in Ausnahmefällen bis 3,0 m. Der Buschmeister ist damit die längste Viper der Welt und die größte Giftschlange Amerikas. Seine Giftzähne werden bis 35 Millimeter lang. 
Die Buschmeister sind die einzigen eierlegenden (oviparen) Grubenottern Amerikas, die ihr Gelege auch bebrüten.

## Unterarten
Vom Südamerikanischen Buschmeister werden zwei Unterarten beschrieben:
- Lachesis muta muta          - Ecuador, Peru und nördliches Brasilien
- Lachesis muta rhombeata     - Ost-Brasilien